# Maule (rivier)
De Maule is een rivier in Chili met een lengte van 240 km die uitmondt in de Grote Oceaan.
Het debiet bedraagt 467 m³/s. Het stroomgebied heeft een oppervlakte van 20.600 km².
- Virtual International Authority File: 315147693